# Twinklestars
Twinklestars est un groupe de musique japonais, initialement composé de sept jeunes idoles, ayant fait leurs débuts en 2010. Il est respectivement le premier sous-groupe, avant Babymetal, de son groupe dérivé Sakura Gakuin dont les membres en font partie en parallèle. Le groupe fait partie d'un des clubs d’activité périscolaire de Sakura Gakuin qui est le Baton Club.

## Histoire
Avant même que le groupe-mère Sakura Gakuin ne commence ses activités, Twinklestars sort un single en novembre 2010 Dear Mr. Socrates et figure peu après sur le premier album de Sakura Gakuin Sakura Gakuin 2010-nendo ~message~ en avril 2011.   En outre, plusieurs sous-groupes qui se forment successivement derrière celui-ci.
C'est au tour du deuxième single Please! Please! Please! de sortir peu après en juillet 2011, celui va figurer un an plus tard sur le deuxième album du groupe Sakura Gakuin 2011nendo ~FRIENDS~ avec une autre chanson inédite chantée par le sous-groupe, intitulée Rapicamu.
Twinklestars ne sort plus de disques et devient inactif à partir de 2012 : Ayami Mutō  (15 ans), la leader de Sakura Gakuin, annonce son départ dû à son âge et à sa formation scolaire (passage au lycée). Elle est donc diplômée du groupe en mars et quitte le groupe au même mois.
En mars 2014, c'est au tour de Raura Iida, Marina Horiuchi, Nene Sugisaki et Hinata Satō de quitter Sakura Gakuin pour le même motif. Il ne reste plus que Yui Mizuno et Moa Kikuchi au sein de Twinklestars jusqu'à ce que le groupe soit relancé le 27 septembre 2014 grâce à l'ajout de nouveaux membres dont Yunano Notsu, Aiko Yamaide et Sara Kurashima qui ont intégré Sakura Gakuin très récemment.
Cette formation n'enregistre qu'une chanson Tenshi to Akuma qui figure peu après sur le 5e album de Sakura Gakuin intitulé Sakura Gakuin 2014-nendo ~Kimi ni Todoke~ en mars 2015.
Comme Sakura Gakuin impose une règle sur le fait que les membres doivent quitter du groupe quand elles sont diplômées du collège, la règle s'applique cette fois-ci à la leader Moa Kikuchi, à Yui Mizuno en parallèle membres de Babymetal ainsi que Yunano Notsu dont leur départ est annoncé en février 2015. Ces trois membres sont diplômées de Sakura Gakuin en même temps qu'une autre fille Hana Taguchi (n'ayant jamais fait partie de Twinklestars) et quittent le groupe et Twinklestars le 29 mars 2015.

## Membres respectifs
- août 2010 - mars 2012 : Ayami Mutō, Raura Iida, Marina Horiuchi, Nene Sugisaki, Hinata Satō, Yui Mizuno, Moa Kikuchi
- mars 2012 - mars 2014 : Raura Iida, Marina Horiuchi, Nene Sugisaki, Hinata Satō, Yui Mizuno, Moa Kikuchi
- mars 2014 - septembre 2014 : Yui Mizuno, Moa Kikuchi
- septembre 2014 - mars 2015 : Yui Mizuno, Moa Kikuchi, Yunano Notsu, Aiko Yamaide, Sara Kurashima

## Discographie

### Albums de Sakura Gakuin participés
1. avril 2011 - Sakura Gakuin 2010-nendo ~message~
2. mars 2012 - Sakura Gakuin 2011-nendo ~FRIENDS~
3. mars 2015 - Sakura Gakuin 2014-nendo ~Kimi ni Todoke~

### Singles
1. 28 novembre 2010 - Dear Mr. Socrates
2. 6 juillet 2011 - Please! Please! Please! (プリーズ! プリーズ! プリーズ!?)

### Autres chansons
- Rapicamu (ラピカム?) de l'album Sakura Gakuin 2011-nendo ~FRIENDS~
- Tenshi to Akuma (天使と悪魔?) de l'album Sakura Gakuin 2014-nendo ~Kimi ni Todoke~